# مشابه وظيفي
المشابه الوظيفيّ (بالإنجليزية: Functional analog)‏ في الكيمياء وعلم الأدوية، هي مركّبات كيميائيّة لها خصائص متشابهة سواء كانت فيزيائيّة أو كيميائيّة أو كيميائيّة حيويّة أو دوائيّة. ليس من الضّروريّ أنّ المشابهات الوظيفيّة هي مشابهات بنويّة أيضًا أو أن تتشابه في البناء الكيميائيّ. أمثلة على المشابهات الوظيفيّة الدّوائيّة، وهي: مورفين، وهيروين، وفينتانيل، والتي لديها نفس آلية العمل، ولكن فينتانيل يختلف بنائيًّا عن الدّوائيْن الآخريْن قليلاً.

مورفين
هيروين
فينتانيل